# Windows Media Center
Windows Media Center è un software di videoregistrazione e lettore multimediale sviluppato da Microsoft. Si tratta di un'applicazione che permette agli utenti di visualizzare e registrare la televisione in diretta, così come organizzare e riprodurre musica e video. 
L'applicazione è inclusa in diverse versioni di Windows, come Windows XP Media Center Edition, Windows Vista Home Premium e Ultimate, e in tutte le edizioni di Windows 7, ad eccezione di Starter e Home Basic. È disponibile anche per Windows 8 Pro e Windows 8.1 Pro come add-on a pagamento.
Con Media Center si possono vedere le foto attraverso in slideshow, i video e ascoltare la musica dai dischi rigidi locali, o da dischi ottici. Gli utenti possono eseguire lo streaming di programmi televisivi e film attraverso i servizi selezionati, come Netflix. I contenuti possono essere riprodotti su monitor o su televisori attraverso l'utilizzo di dispositivi chiamati Windows Media Center Extender. Negli Stati Uniti sono supportati contemporaneamente fino a quattro sintonizzatori TV su schede a singolo o dual-tuner (un massimo di due sintonizzatori altrove). Si possono ricevere segnali TV sia standard che in alta definizione in chiaro; i video sono supportati tramite standard DVB-T e ATSC. È possibile visualizzare i segnali criptati provenienti da stazioni televisive di reti private che non vengono trasmessi via etere, tramite schede tuner interne ed esterne che supportano l'inserimento di un CableCard fornito dalla società di TV via cavo. Molte marche di schede di sintonizzazione permettono il collegamento di antenne TV per il connettore RF su scheda di espansione PCI o PCIe con la funzionalità specifiche per Windows Media Center.
Nel maggio 2015, Microsoft ha annunciato che il funzionamento di Windows Media Center sarebbe stato interrotto su Windows 10 e che il software sarebbe stato rimosso durante un aggiornamento.

## Caratteristiche
Media Center utilizza dispositivi di sintonizzazione TV per riprodurre e registrare spettacoli TV da antenna standard, cavo o segnale satellitare. Gli utenti possono registrare i programmi televisivi manualmente o programmare la registrazione tramite la guida elettronica ai programmi. Le registrazioni possono essere masterizzate su DVD Video o, salvo restrizioni di copia, essere trasferiti ad un lettore multimediale portatile. Windows Media Center supporta entrambi i sintonizzatori analogici e digitali e consente fino a 4 di ogni tipo di tuner (Analogico, Digitale OTA, Clear QAM, Cable Card) per un possibile totale di 16 sintonizzatori TV da configurare. Tutti i tuner utilizzano gli stessi dati della guida, ma possono essere modificati e configurati in modo da includere i canali aggiuntivi come Clear QAM (non trovato o incluso nella maggior parte delle guide Titan). Mentre si guarda la televisione in diretta, il programma mantiene un buffer che permette di riavvolgere o mettere in pausa la TV in diretta, permettendo agli utenti di saltare gli spot pubblicitari. (Un programma di terze parti, MCEBuddy, permette in automatico di saltare le pubblicità sui programmi registrati.)

## Cronologia delle versioni

Il Media Center di Windows XP Media Center 2005 Edition

- 5.1 (Windows XP Media Center Edition 2005)
- 6.0 (Windows Vista)
- 6.1 (Windows 7)
- 6.2 (Windows 8 Pro Pack)
- 6.3 (Windows 8.1 Pro Pack)
- 10.0 (Windows 10 Technical Preview)